# Вакурина
Вакурина — річка в Україні, у Олександрійському районі Кіровоградської області, права притока Бешки (басейн Дніпра).

## Опис
Довжина річки приблизно 8 км.

## Розташування
Бере початок на північному сході від Квітневого. Тече переважно на північний захід і у Новій Празі впадає у річку Бешку, праву притоку Інгулця.
Річку перетинає автомобільна дорога Т 1205